# Gonzalo de Tapia
Pour les articles homonymes, voir Tapia.
 (septembre 2019).
Gonzalo de Tapia, né en 1561 à Tapia de la Ribera[réf. nécessaire], León, Espagne et baptisé le 24 mars de la même année et mort (assassiné) le 10 juin 1594 à Sinaloa, Mexique était un prêtre missionnaire et linguiste jésuite espagnol de la fin du XVIe siècle.

## Biographie
Né au sein d'une riche famille du León, dont il restait seul héritier, après la mort prématurée au combat de ses deux frères aînés dans les armées de Philippe II, Gonzalo de Tapia fit ses études au collège jésuite récemment ouvert dans le León. Alors qu'il n'avait que douze ans, il contribua au paiement de la rançon de quelques Jésuites séquestrés en France par les Calvinistes.
Gonzalo de Tapia fut parmi les premiers missionnaires envoyés en Nouvelle-Espagne pour l'évangéliser. Il fit partie de la première mission fondée, à la demande du vice-roi Álvaro Manrique de Zúñiga, puis de son successeur Luis de Velasco (fils) par la Compagnie de Jésus en 1591 sur le río Petatlán (Sinaloa), pour tenter de conquérir, par d'autres moyens, une région dans laquelle les armées espagnoles subissaient échec sur échec depuis plusieurs années.